# Бёрр, Аарон (старший)
Аарон Бёрр-старший (англ. Aaron Burr Sr; 4 января 1716, Фэрфилд, Коннектикут — 24 сентября 1757, Принстон, Нью-Джерси) — американский известный пресвитерианский священник и преподаватель колледжа в колониальной Америке. Основатель Колледжа Нью-Джерси (ныне Принстонский университет) и отец 3-го вице-президента США Аарона Бёрра (1756—1836).

## Биография
Аарон Бёрр-старший родился 4 января 1716 года в современном Фэрфилде в семье Дэниела Бёрра (1660—1727) и его жены Элизабет Бёрр (1675—1722), его отец был богатым фермером. Он имел английское происхождение, его дедом по отцовской линии был Джеху Бёрр (1625—1692),  а дедом по материнской линии был капитан Филип Пинкни (1618—1689).
У Аарона Бёрра-старшего было множество братьев и сестёр от трёх браков его отца: Ханна Бёрр (род. 1681), Джеху Бёрр (1687—1757), Мэри Бёрр (1689—1763), вышедшая замуж за Дэвида Микера (1687—1754), Элизабет Бёрр (1696—1760), вышедшая замуж за Натаниеля Халла (1695—1749), Стивен Бёрр (1697—1778), Питёр Бёрр (1699—1777), Джейн Бёрр (1701—1779), вышедшая замуж за Сэмюэля Шервуда (1699—1768), Эстер Бёрр (1703—1741), вышедшая замуж за Дэниела Бредли (1704—1765), Дэвид Бёрр (1709—1766) и Мозес Бёрр (1714—1740).
Бёрр учился в Йельском колледже (бакалавр 1735), а затем готовился к священнической карьере в Нью-Хейвене. В сентябре 1736 года он был рукоположён в сан священника пресвитерианской церкви в Элизабеттауне, а два месяца спустя был назначен служителем прихода Ньюарк в Нью-Джерси. После годичного испытательного срока он был утвержден в должности пресвитерией Восточного Джерси. В это время Бёрр попал под влияние Великого Пробуждения, которое во многих местах Америки разделило церковные общины на сторонников («Новые огни») и скептиков-традиционалистов («Старые огни») этого движения возрождения. Будучи священником, Бёрр занимал промежуточную позицию между этими двумя позициями. Как приемлемый кандидат для обеих фракций Первой церкви в Нью-Хейвене, в 1742 году он был назначен сопастором этой общины, которая была особенно важна для протестантизма Новой Англии, но глубоко разделена Великим Пробуждением, но не приняла предложение.
В 1746 году Бёрр вместе с другими «Новыми светами» был одним из основателей Колледжа Нью-Джерси в Элизабет, в котором должно было обучаться следующее поколение пресвитерианских священников в духе движения возрождения, и был одним из восьми первых попечителей. После смерти первого президента колледжа Джонатана Дикинсона он обучал восемь студентов колледжа в своем приходе в Ньюарке с 1747 года, пока год спустя попечительский совет не назначил его президентом. В 1752 году он женился на Эстер Эдвардс (1732—1758), дочери проповедника Великого Пробуждения Джонатана Эдвардса (1703—1758) и его жены Сары Эдвардс (1710—1758), дочери министра и священника Джеймса Пьерпонта (1659—1714), от которой у него было двое детей, в том числе Аарон Бёрр (1756—1836), который занимал должность 3-го вице-президента США с 1801 по 1805 год и впоследствии застрелил Александра Гамильтона на дуэли в 1804 году. В 1755 году он был освобождён от пастырства, чтобы полностью посвятить себя преподаванию. В 1756 году он последовал за переездом колледжа в кампус в Принстоне, который существует до сих пор, но умер год спустя. Бёрр нанял трех беглых рабов, которых он купил в Нассау-холле, своём последнем доме.
Аарон Бёрр-старший умер 24 сентября 1757 года, оставив свою вдову и двоих детей. Его вдова умерла в следующем году, оставив двоих детей сиротами.
После его смерти президентом колледжа стал его тесть Джонатан Эдвардс. Однако он умер в 1758 году. Его преемник Сэмюэл Дэвис пробыл на посту президента всего три года, прежде чем умер.

## Семья
В браке Аарон Бёрр-старший и Эстер Эдвардс Бёрр имели двоих детей:
- Сара «Салли» Бёрр (1754—1797) — в 1771 году вышла замуж за юриста Таппинга Рива (1744—1823).
- Аарон Бёрр-младший (1756—1836) — 3-й вице-президент США, герой Войны за независимость США и путешественник, в 1782 году женился на Феодосии Бартоу Прево (1746—1794), вдове офицера британской армии Жака Маркуса Прево (1736—1781), который был братом генерала Огюстена Прево (1723—1786). После смерти своей первой жены в 1833 году женился на Элизе Джумель (1775—1865).

## Потомки
Среди его внуков были Аарон Бёрр Рив (1780—1809), который умер вскоре после рождения его единственного ребёнка Таппинга Бёрра Рива (1809—1829), и Феодосия Бёрр (1783—1813). Феодосия была замужем за Джозефом Олстоном (1779—1816), который занимал пост 44-го губернатора Южной Каролины с 1812 по 1814 год.

## Работы
При жизни Бёрра были напечатаны четыре его проповеди, богословский трактат и латинская грамматика:
- Американская грамматика: или полное введение в английский и латинский языки (1751 г.)
- Проповедь, произнесенная при рукоположении преподобного г-на Дэвида Боствика на Ямайке, Лонг-Айленд, октябрь. 9, 1745 г. (1745 г.)
- Речь, произнесенная в Нью-Арке, штат Нью-Джерси, 1 января 1755 года. День, отведенный для торжественного поста и молитвы из-за недавних вторжений французов (1755 г.)
- Проповедь, произнесенная перед Синодом Нью-Йорка, созванным в Ньюарке 30 сентября 1756 г. (1756 г.)
- Верховное Божество Господа нашего Иисуса Христа сохраняется. В письме к посвященному исследованию г-на Эмлина библейского повествования об Иисусе Христе. (1757)
- Слуга Божий, уволенный с работы на отдых. Надгробная проповедь, произнесенная при погребении его покойного превосходительства Джонатана Белчера, эсквайра; Губернатор Нью-Джерси, умерший в Элизабет-Тауне 31 августа 1757 г. (1757 г.)